# تقييم الضعف
تقييم الضعف (بالإنجليزية: Vulnerability assessment)‏، هو نهج يحدد تقييم الضعف المستهدفات وحساسيتها للتغيرات المؤثرة في محيطها. يبدأ تقييم الضعف من خلال النظر إلى العوامل التي تجعل الأشخاص أو البيئة عرضة للضرر، أي الوصول إلى الموارد الطبيعية والمالية؛ القدرة على حماية الذات، توفر شبكات الدعم. تقييم الضعف حيال تغير المناخ ينطوي أساساً على البحث في مستويات التعرض والحساسية وقدرة نظام على التكيف في وجود تأثير معين، على سبيل المثال، ارتفاع تواتر الفيضانات. العوامل الموجهة لدراسات تقييم الضعف تشمل أساساً جدول التقييمات المقررة، نوع أو أنواع التأثيرات أو المخاطر التي يجري النظر فيها، والمجموعة المستهدفة أو النظام قيد التقييم.
من أمثلة الأنظمة التي يتم فيها قياس الضعف ولكنه لا يقتصر فقط عليها :أنظمة تكنولوجيا المعلومات وإمداد الطاقة وإمداد المياه وأنظمة التنقل والاتصالات. وقد يصب القيام بمثل هذه المقاييس في صالح مجموعة من مختلف المنظمات من المشروعات الصغيرة إلى الُبني التحتية الإقليمية واسعة النطاق. والضعف من منظور إدارة الأزمات يعني تقدير حجم التهديدات ابتداءً من المصادفات المحتملة وصولاً إلى قطاعي السكان والبنية التحتية.كما يمكن القيام بهذا التقييم سواء في المجال السياسي أو الاجتماعي أو الاقتصادي أو البيئي.
ويشترك تقييم الضعف مع تقييم المجازفة في العديد من الأمور حيث أنه تتم تلك المقاييس بشكل نموذجي وفقاً للخطوات التالية :
1. حصر الأموال وإلامكانيات (الموارد) المتاحة في نظام ما.
2. إعطاء قيمة تقديرية (أو نظام ترتيبى على الأقل) وأهمية لتلك الموارد.
3. معرفة الضعف أو التهديدات المحتملة في كل نظام.
4. تخفيف أو إزالة الضعف الذي يشكل خطرًا أكبر للموارد ذات القيمة الأعلى.

ويُعنى التحليل التقليدي للمخاطر بشكل رئيسي بالبحث عن الأخطار التي تحيط مبني ما (أو بعض الأشياء الأخرى) وعن مخططاتها وآثارها، حيث تميل مثل هذه التحليلات إلى التركيز على الأسباب والنتائج المباشرة ذات الصلة بالأمر المدروس بينما يركز تحليل الضعف على كل من النتائج التي تصيب الهدف نفسه والنتائج الرئيسية والفرعية التي تؤثر على البيئة المحيطة. كما يهتم هذا التحليل بإمكانية الحد من مثل هذه النتائج وتحسين القدرة على إدارة الحوادث المستقبلية. (لوفكفست -أندرسون 2014) وبشكل عام، يصلح تحليل الضعف لتصنيف الممتلكات الرئيسية وقيادة عملية إدارة المخاطر (قطاع الطاقة التابع للولايات المتحدة 2002).
وتوفر العديد من المؤسسات في الولايات المتحدة عدة مسئولين لتقديم آراء ونماذج ذات قيمة للتمكن من إتمام أي تقييم ضعف. ونذكر منها على سبيل المثال لا الحصر قطاع الطاقة ومؤسسة حماية البيئة وقطاع النقل التابع للولايات المتحدة.
وتمدنا الكثير من أوراق البحث الأكاديمية، منها أبحاث ترنر عام 2003، وكل من فورد وسميث عام 2004، وإدجر عام 2006، وفرار عام 2007، وبات 2010، من بين أبحاث آخرين، بالدراسة التفصيلية لمختلف النظريات المعرفية والعلوم المنهجية (الميثودولوجيا) الخاصة بالبحث عن الضعف في نظام ما. فعلى سبيل المثال، عام 2003، اقترح ترنر هيكلًا توضيحيًا للتعقيدات والتفاعلات التي تؤثر في تحليل الضعف كما يجذب هذا الهيكل الانتباه إلى جميع العوامل والروابط التي من الممكن أن تؤثر على ضعف كل من الإنسان والبيئة المحيطة به. يجعل استخدام الرسم التوضيحى مبينًا لتفاعل القوى الاجتماعية والبيئية مع بعضها لتكوين أوضاع معرضة للتغيرات المفاجئة. كما عرضا فورد وسميث عام 2004 هيكل تحليلى يقوم على البحث مع المجتمعات الكندية في القطب الشمالي، واقترحا أن تقوم المرحلة الأولى على قياس الضعف الحالى من خلال توثيق الأكتشافات والاستراتيجيات التكيفية الحالية.ثم يجب أن تتبعها المرحلة الثانية التي يتم فيها تقدير التغيرات الإتجاهية في تلك العوامل الحالية المؤدية للمخاطر وتمييز القدرة التكيفية المستقبلية لهذا المجتمع. وينتفع هيكل فورد وسميث بالمعلومات التاريخية مثل التعرض للتغييرات المناخية المفاجئة وكيفية التصدى لها والأنتفاع بالمعلومات الخاصة بالأوضاع التي من المتوقع تغييرها والقيود والفرص المتاحة للتكيف المستقبلى. _ خدمة التقدير القياسى لضعف الحكومة.